# 沈壽民
沈壽民（1607年—1675年），字眉生，號耕嚴，直隸宣城（今安徽）人。

## 生平
移寓南京。明末諸生，曾與吴应箕、沈士柱等曾肇举南社，後加入復社，崇禎九年（1636年）賢良方正，與沈士柱合稱“江上二沈”。明亡後隱居不仕，不入城市近四十年，與徐枋、巢鳴盛稱“海內三遺民”，陈名夏為避阮大铖之仇殺，躲在沈氏家中得以保全。死去多年未葬，後在馬秋玉等鹽商的襄助下得以安葬。著有《剩庵詩稿》。